# اوگوری تاداماسا
اوگوری تاداماسا (به ژاپنی: 小栗 忠順 おぐり ただまさ); ۱۶ ژوئیهٔ ۱۸۲۷ – ۲۷ مهٔ ۱۸۶۸) سیاستمدار در اواخر شوگون‌سالاری توکوگاوا اهل ژاپن بود.